# The Order (serie televisiva)
The Order è una serie televisiva statunitense di genere paranormale creata da Dennis Heaton e Shelley Eriksen.
La serie segue le vicende della matricola del college Jack Morton, che si unisce a una società segreta, The Hermetic Order of the Blue Rose, attraverso la quale viene catapultato in un mondo fatto di magia e mostri.

## Trama
The Order segue lo studente universitario Jack Morton mentre si unisce all'Ordine Ermetico della Rosa Blu, una società segreta che insegna e pratica la magia. Mentre Jack approfondisce la storia dell'organizzazione, scopre segreti oscuri della famiglia e una battaglia sotterranea tra lupi mannari e le magiche arti oscure.

## Episodi
| Stagione         | Episodi | Pubblicazione USA | Pubblicazione Italia |
| ---------------- | ------- | ----------------- | -------------------- |
| Prima stagione   | 10      | 2019              | 2019                 |
| Seconda stagione | 10      | 2020              | 2020                 |

## Personaggi e interpreti

### Personaggi principali
- Jack Morton (stagioni 1-2), interpretato da Jake Manley, doppiato da Manuel Meli. È uno studente universitario alla Belgrave University e una nuova recluta che si unisce all'Ordine ermetico della Rosa Blu e ai Cavalieri di San Cristoforo.
- Alyssa Drake (stagioni 1-2), interpretata da Sarah Grey, doppiata da Veronica Puccio. È una studentessa e guida turistica universitaria, oltre che medicum dell'Ordine ermetico della Rosa Blu.
- Randall Carpio (stagioni 1-2), interpretato da Adam DiMarco, doppiato da Alex Polidori. Uno dei consulenti residenti all'Università di Belgrave e membro dei Cavalieri di San Cristoforo.
- Hamish Duke (stagioni 1-2), interpretato da Thomas Elms, doppiato da Emanuele Ruzza. Professore alla Belgrave University e membro dei Cavalieri di San Cristoforo.
- Lilith Bathory (stagioni 1-2), interpretata da Devery Jacobs, doppiata da Eva Padoan. Studentessa della Belgrave University e membro dei Cavalieri di San Cristoforo.
- Vera Stone (stagioni 1-2), interpretata da Katharine Isabelle, doppiata da Eleonora Reti. Cancelliere dell'Università di Belgrave e maga del tempio dell'Ordine ermetico della Rosa Blu.
- Gabrielle Dupres (stagioni 1-2), interpretata da Louriza Tronco. Discepolo dell'Ordine ermetico della Rosa blu.

### Personaggi ricorrenti
- Edward Coventry (stagione 1), interpretato da Max Martini, doppiato da Andrea Lavagnino.
- Eric Clarke (stagione 1), interpretato da Sam Trammell, doppiato da Christian Iansante.
- Peter Morton (stagione 1), interpretato da Matt Frewer, doppiato da Fabrizio Temperini.
- Weston (stagioni 1-2), interpretato da Matt Visser.
- Kyle (stagioni 1-2), interpretato da Jedidiah Goodacre, doppiato da Davide Perino.
- Jonas (stagioni 1-2), interpretato da Sean Depner.
- Renee Marand (stagioni 1-2), interpretata da Jewel Staite, doppiata da Maura Cenciarelli.
- Brandon (stagioni 1-2), interpretato da Aaron Hale.
- Maddox Coventry (stagioni 1-2), interpretato da Christian Michael Cooper.
- Gregory (stagioni 1-2), interpretato da Ty Wood.
- Clay (stagioni 1-2), interpretato da Dylan Playfair.
- Amir (stagioni 1), interpretato da Ajay Friese, doppiato da Alessio Puccio.
- Drea (stagioni 1), interpretata da Favour Onwuka, doppiata da Letizia Ciampa.

### Guest
- Todd Shutner, interpretato da Drew Ray Tanner.
- Detective Hayashi, interpretato da Hiro Kanagawa.
- Jurgen Sawyer, interpretato da Ian Tracey.
- Flavio Del Ponte, Ordine Ermetico della Rosa Blu

### Cavalieri di San Cristoforo (Lupi Mannari)
- Alpha – il più forte (Salvador Grandar)
- Greybeard – senza paura (Randall Carpio)
- Tundra –  il più astuto (Hamish Duke)
- Timber –  il solitario (Lilith Bathory)
- Midnight – temerario e nobile (Kyle e Jack Morton precedentemente, Gabrielle Dupres attualmente)
- Silverback – il più potente (Jack Morton)

## Produzione

### Sviluppo
Il 17 aprile 2018 Netflix ha annunciato la produzione della serie per una stagione composta da dieci episodi. La serie è stata creata da Dennis Heaton e Shelley Eriksen che sono anche scrittori e produttori esecutivi, insieme ai produttori esecutivi Chad Oakes, Mike Frislev e David Von Ancken. Nella produzione è stata coinvolta anche la Nomadic Pictures.

### Casting
Insieme all'annuncio della serie ne è stato confermato il cast che comprende Jake Manley, Sarah Gray, Matt Frewer, Sam Trammell e Max Martini.

### Riprese
La produzione per la prima stagione è iniziata il 18 aprile 2018 a Vancouver, nella Columbia Britannica, e si è conclusa il 20 luglio. Le riprese per la seconda stagione sono iniziate il 6 agosto 2019 e si sono concluse il 7 novembre 2019.

## Distribuzione
La prima stagione è distribuita sulla piattaforma Netflix il 7 marzo 2019. La seconda stagione è stata distribuita su Netflix il 18 giugno 2020. In seguito la serie è stata cancellata da Netflix il 14 novembre 2020.

## Accoglienza

### Critica
Sul sito Rotten Tomatoes ha registrato un indice di gradimento del 100% per la prima stagione con una valutazione media di 7,5/10, sulla base di 6 recensioni.

## Riconoscimenti
Leo Awards
- 2019 – Candidatura per la miglior sceneggiatura di una serie drammatica a Jennica Harper (per Introduzione all'etica: Parte 2)[2]
- 2019 – Candidatura per la miglior interpretazione da parte di una donna in una serie drammatica a Jewel Staite (per Il ballo: Parte 2)[2]
- 2019 – Candidatura per la migliore prestazione di supporto di un maschio in una serie drammatica a Matt Frewer (per Alla fine: Parte 1)[2]
- 2019 – Candidatura per la migliore prestazione di supporto di una femmina in una serie drammatica a Katharine Isabelle (per Alla fine: Parte 2)[2]
- 2019 – Candidatura per il miglior suono in una serie drammatica a Kirby Jinnah (per Alla fine: Parte 2)[2]
- 2019 – Candidatura per i migliori effetti visivi in una serie drammatica a Rob Bannister e Caleb Clark (per Alla fine: Parte 2)[2]